# Винегрет

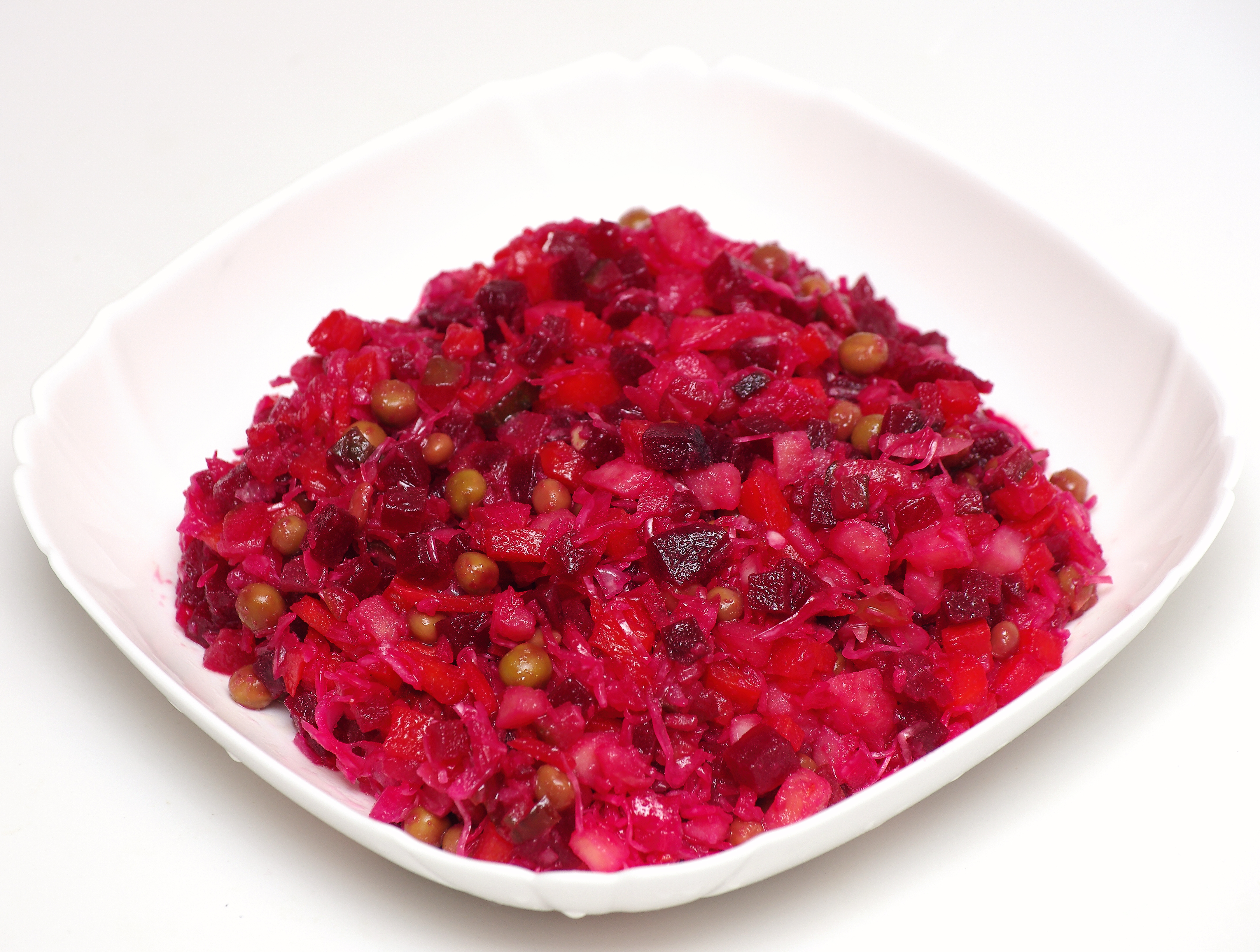
Винегрет домашнего приготовления

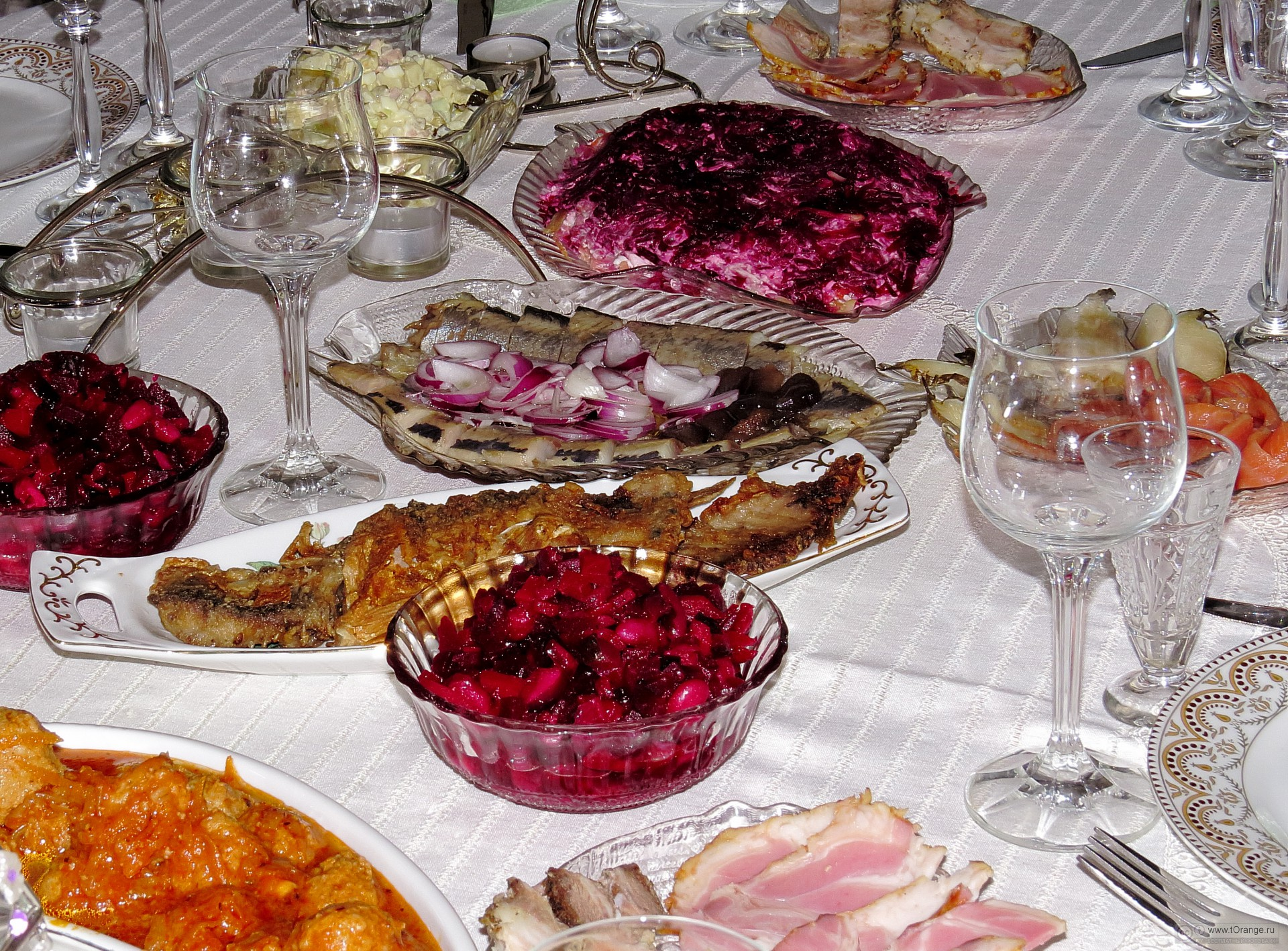
Винегрет в окружении русских закусок на праздничном столе

Винегре́т (фр. vinaigrette, от vinaigre — «уксус») — холодное блюдо русской кухни, закуска, разновидность салата, обязательным ингредиентом которого в современной кулинарии является отварная или печёная свёкла. Наряду с оливье являлся традиционным салатом советской кухни, уступая ему в благородности и праздничности.

## История
По сведениям В. В. Похлёбкина, в богатой постными блюдами старинной русской кухне овощи готовили по отдельности, не смешивая между собой. Комбинированные овощные блюда появились в русской кухне в XIX веке под влиянием французской. Во Франции на рубеже XVIII—XIX веков салаты стали готовить не только зелёными из салата-латука и других листовых овощей и пряных трав, но и из отваренных корнеплодов. Корнеплоды, «подземные» овощи, считались «нечистыми» и в сыром виде в зелёные салаты не допускались. Чтобы забить неприятный для гурмэ того времени земляной привкус, в салаты из отваренных корнеплодов добавляли солёные и квашеные овощи, каперсы и маслины и сдабривали их более резкой и острой уксусной, винегретной заправкой.
А. В. Павловская видит в истории винегрета, простого блюда с непростой судьбой, много парадоксов: при французском названии у него абсолютно русское содержание, возникнув в аристократической среде, он превратился в символ простоты и в чём-то плебейства, неизвестный до революции простому народу, он стал одним из самых популярных советских блюд. По мнению А. А. Зимина, винегрет наряду с котлетой — распространённый в русской кухне случай подмены понятий. Слово «винегрет» на русском языке в «Словаре поваренном, приспешничьем, кандиторском и дисталлаторском» 1795 года означает соус из уксуса и масла. В сочинении по домоводству Н. П. Осипова «Старинная русская хозяйка, ключница и стряпуха» 1794 года «венигрет» предлагается готовить из филе отварной рыбы с каперсами, анчоусами, оливками, мелкими огурцами и свёклой под соусом из уксуса, прованского масла и горчицы. Согласно легендам, название «винегрет» русским закускам с уксусной заправкой дали французские повара, появившиеся в России в начале XVIII века, а крёстным отцом винегрета считается знаменитый повар Талейрана Антуан Карем, которого к императорскому двору в Санкт-Петербург прислал П. И. Багратион. По легенде, Карем не только реформировал императорскую кухню Александра I на французский лад, но и живо интересовался русской кухней. Однажды его внимание привлекла жидкость с запахом уксуса, которой русские повара поливали салат из свёклы, огурцов и дичи, и он переспросил: «Винегр?» Из «Записок современника» С. П. Жихарева следует, что кушанье «винегрет» было известно в Петербурге ещё как минимум за десять лет до прибытия Карема. С середины XIX века винегретом в России называли не только салат из отваренных овощей под уксусной заправкой, но, по определению в Энциклопедическом словаре Брокгауза и Ефрона, и «смеси мяса, дичи, рыб и других остатков кушаний», нарезанных на мелкие кусочки с зеленью и овощами под салатным соусом или майонезом. По сведениям Н. И. Ковалёва, под влиянием русского винегрета А. Дюма создал собственный именной салат из варёной свёклы с припущенными трюфелями, картофелем и сельдереем в заправке из прованского масла, уксуса, растёртых желтков варёных яиц и консервированного тунца, толчёных анчоусов, рубленых корнишонов и яичных белков. По утверждению П. М. Зеленко, Дюма как-то целую зиму угощал этим салатом гостей на званых ужинах по средам в Париже.
Из черновиков А. С. Пушкина известно, что в описании обеда в XVI строфе первой главы «Евгения Онегина» наряду с ростбифом, трюфелями, страсбургским пирогом, лимбургским сыром и золотым ананасом в двух вариантах на месте строки «Французской кухни лучший цвет» фигурировали «двойной бекас и винегрет» и «vol-au-vent и vinaigrette». В «Шинели» Н. В. Гоголя ужин в доме помощника столоначальника состоял из винегрета, холодной телятины, паштета, кондитерских пирожков и шампанского. В рассказе «Святая ложь» А. И. Куприна мать угощала Семенюту солёной севрюжинкой, студнем или винегретом с селёдкой и вкусным чёрным хлебом. В «Пошехонской старине» М. Е. Салтыкова-Щедрина скаредная барыня Анна Павловна собирается использовать обрезочки от испортившейся в жару жареной бараньей ноги на винегрет. А. О. Смирнова-Россет в мемуарах язвительно называла «подленьким» винегрет из остатков говядины со свёклой и солёными огурцами, который подавали на ужин в доме П. В. Хавского.
По мнению В. В. Похлёбкина, в классическом русском рецепте в винегрете обязательно присутствует рубленое крутое яйцо и вымоченная в молоке измельчённая сельдь, но нет квашеной капусты, его заправляют смесью слабого уксуса, растительного масла, соли и чёрного перца. В словаре В. И. Даля для винегрета с сельдью зафиксировано слово «сельдянка». В русских дореволюционных кулинарных книгах под названием «винегрет» фигурируют самые разнообразные блюда. В «Подарке молодым хозяйкам» Е. И. Молоховец обнаруживаются рецепты винегрета как со свёклой (из картофеля и белой фасоли в качестве гарнира к отварной говядине), так и без неё (из картофеля и селёдки с луком и каперсами в салатной заправке из оливкового масла, горчицы, уксуса и яичных желтков), а также горячий винегрет с артишоком, цветной и савойской капустой, кольраби и морковью, отваренными и затем запечёнными со шпиком и варёным языком. Под названием «лейпцигский горячий винегрет» Е. И. Молоховец приводит рецепт немецкого блюда «лейпцигская всячина». Е. А. Авдеева в «Полной поваренной книге русской опытной хозяйки» рекомендует готовить мясной винегрет «из остатков всякого жаркого» со свежими и солёными огурцами, свёклой, крутыми яйцами и обваренными груздями и заправлять его вымоченными и протёртыми молоками от солёной сельди в смеси с прованским маслом, уксусом и горчицей. Винегрет из рыбы у Е. А. Авдеевой представляет собой ланспик из жареной рыбы с огурцами, маринованными грибами и каперсами. В «Поварском искусстве» П. М. Зеленко рыбный винегрет предлагалось готовить на основе маседуана из моркови, репы, цветной капусты, головок спаржи, зелёной фасоли и горошка с холодной рыбой, раковыми шейками и небольшими кусками омара под горчичным соусом, а для мясного на той же овощной основе нарезать телятину или дичь мелкими кубиками («сальпиконом») или маленькими ломтиками («бланкетом»). По этим рецептам в винегреты можно добавить маринованную бруснику, крыжовник и вишню. Необычные рецепты фруктового винегрета с яблоками, грушами, апельсинами, мандаринами, картофелем, морковью и горошком под майонезом или из картофеля с яйцом и консервированными фаршированным перцем или тушёнкой приведены в «Книге о вкусной и здоровой пище» 1954 года.
Сохранявшаяся долгое время путаница с рецептами блюда — сама по себе уже «винегрет» в переносном значении этого слова, «беспорядочное смешение разнородных понятий, явлений». Такое значение в русском языке есть ещё у другого русского блюда — окрошки, и именно через «окрошку без кваса» даёт определение винегрету в своём словаре В. И. Даль. Винегрет в переносном значении часто встречается у русских литераторов. В наброске «Преферанс и солнце» Н. А. Некрасов от лица петербуржского чиновника размышляет об осени: «И все воображают себе в приманчивой перспективе слякоть, холод, грязь и тот винегрет, который с особенным искусством приготовляется в Петербурге из дождя, снега, тумана, крупы, изморози и иных других материалов, совершенно необъяснимых уму смертного». У Н. В. Гоголя в «Гетьмане» наполненный народом двор напомнил Остранице блюдо винегрета. Беспорядочным винегретом называет М. Е. Салтыков-Щедрин институтско-опереточное образование Анниньки в «Господах Головлёвых». В. Г. Белинский повествует о петербуржском журнальчике, который угощает его «винегретом не только из ругательств и клевет, […] но даже из похвал».
Русское блюдо винегрет встречается в переводах на русский язык «Фауста» И. В. Гёте и «Дон Кихота» М. де Сервантеса. В первой части «Фауста» И. В. Гёте Н. А. Холодковский заменил винегретом рагу: «И будет пёстрый винегрет / Поддельным пламенем согрет». У Б. А. Коржевского и А. А. Смирнова в первых строках романа М. де Сервантеса Дон Кихот ужинает винегретом, а не сальпиконом, как в оригинале.

## Приготовление
Основной рецепт винегрета — овощной, помимо свёклы для него требуются отварные морковь и картофель, зелёный или репчатый лук, квашеная капуста или солёные огурцы. Нарезанную свёклу перед смешиванием с другими нарезанными овощами заправляют отдельно растительным маслом для сохранения окраски. В зависимости от рецепта в винегрет также добавляют свежие или маринованные помидоры, зелёный консервированный горошек.
На основе овощного винегрета готовят мясные, грибные и рыбные варианты. Для мясного винегрета подходят отварное или жареное мясо, консервированное мясо, птица, кролик. В грибной винегрет идут солёные и маринованные грибы, в рыбный — соответственно отварная, припущенная и копчёная рыба, балык, свежая и солёная сельдь, разделанная на чистое филе, кальмары, мидии и морская капуста. Овощные винегреты заправляют растительным маслом, салатной заправкой, в мясных и рыбных допускается майонез. Готовый винегрет подают в салатниках, уложенным горкой и украшенным карбованными отварными овощами, листьями салата и посыпанным зеленью, в ресторанном оформлении мясных и рыбных винегретов используются соответственно мясное или рыбное желе.